# Сан-Соссіо-Баронія
Сан-Соссіо-Баронія (італ. San Sossio Baronia) — муніципалітет в Італії, у регіоні Кампанія, провінція Авелліно.
Сан-Соссіо-Баронія розташований на відстані близько 250 км на схід від Рима, 85 км на схід від Неаполя, 39 км на північний схід від Авелліно.
Населення — 1664 особи (2014).
Покровитель — San Sossio Levita e Martire.

## Демографія
Населення за роками:

Станом на 1 січня 2023 року в муніципалітеті офіційно проживало 45 іноземців з 8 країн, серед них 12 громадян країн Євросоюзу та 1 громадянин України.

## Сусідні муніципалітети
- Анцано-ді-Пулья
- Флумері
- Монтелеоне-ді-Пулья
- Сан-Нікола-Баронія
- Тревіко
- Валлезаккарда
- Цунголі